# Gianrico Carofiglio

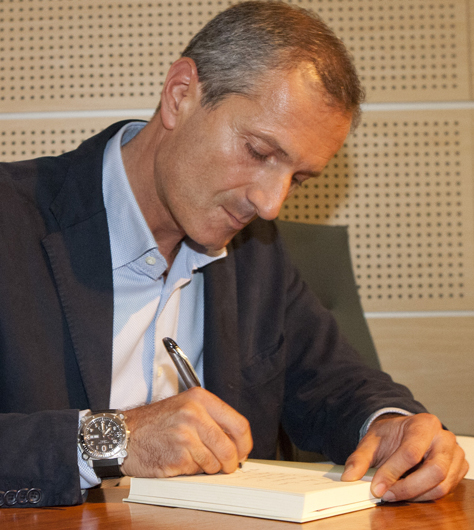
Gianrico Carofiglio (2010)

Gianrico Carofiglio (* 30. Mai 1961 in Bari) ist ein italienischer Schriftsteller, Jurist und Senator.

## Leben
Carofiglio arbeitete in seiner Heimatstadt Bari jahrelang als Richter und Antimafia-Staatsanwalt. Dabei trat er als Autor von Fachbüchern über Aussagepsychologie und Verhörtechniken in Erscheinung. Von 2007 bis April 2008 war er als Berater der Antimafia-Kommission des italienischen Parlaments tätig.
Im Jahr 2000 realisierte er einen Jugendtraum und schrieb seinen ersten Kriminalroman, der 2002, ein Jahr nach seiner Fertigstellung, erschien und gleich sehr erfolgreich war. Inzwischen wurden in Italien zahlreiche weitere Romane Carofiglios veröffentlicht. Sechs davon sind Kriminalromane um den Protagonisten Guido Guerrieri, einen als Strafverteidiger tätigen Rechtsanwalt. Die Romane zeichnen sich vor allem durch die lebhafte Schilderung spannungsvoller Gerichtsszenen aus. Die Bücher von Carofiglio wurden in Italien mit zahlreichen literarischen Preisen geehrt, u. a. mit dem renommierten Premio Bancarella, in Deutschland 2008 mit dem Radio-Bremen-Krimipreis. Die Auslandslizenzen seiner Romane wurden in bislang 16 Länder verkauft, einige wurden für das italienische Fernsehen verfilmt.
Bei den Wahlen am 13. und 14. April 2008 wurde er für den Partito Democratico in den Senat, die zweite Kammer des Parlaments, gewählt. Er war Senator bis 2013.

## Werke

### Die Reihe Avvocato Guido Guerrieri
- Testimone inconsapevole, 2002 (Roman)
  - Reise in die Nacht, dt. von Claudia Schmitt; München: Goldmann 2006. ISBN 3-442-31099-7
- Ad occhi chiusi, 2003 (Roman)
  - In freiem Fall, dt. von Claudia Schmitt; München: Goldmann 2007. ISBN 3-442-31133-0
- Ragionevoli dubbi, 2006 (Roman)
  - Das Gesetz der Ehre, dt. von Claudia Schmitt; München: Goldmann 2007. ISBN 3-442-31164-0
- Le perfezioni provvisorie, 2010 (Roman)
  - In ihrer dunkelsten Stunde; dt. von Viktoria von Schirach; München: Goldmann 2011. ISBN 978-3-442-31229-0
- La regola dell'equilibrio, 2014 (Roman)
  - Eine Frage der Würde, dt. von Viktoria von Schirach; München: Goldmann 2016. ISBN 978-3-442-31429-4
- La misura del tempo, 2019 (Roman)
  - Zeit der Schuld, dt. von Verena Koskull; München: Goldmann 2021. ISBN 978-3-442-31619-9

### Andere Werke
- Il passato è una terra straniera, 2004 (Roman)
  - Die Vergangenheit ist ein gefährliches Land, dt. von Julia Eisele;  München: Goldmann 2009. ISBN 978-3-442-31183-5
- L'arte del dubbio, 2007 (Essay)
- Cacciatori nelle tenebre, 2007 (Graphic Novel, zusammen mit Francesco Carofiglio)
- Né qui né altrove. Una notte a Bari, 2008 (Roman)
  - Eine Nacht in Bari; dt. von Viktoria von Schirach; München: Goldmann 2010. ISBN 978-3-442-47277-2
- La doppia vita di Natalia Blum, 2008 (Drehbuchvorlage)
- Il paradosso del poliziotto, 2009 (Erzählungen)
- Non esiste saggezza, 2010 (Erzählungen)
  - Die Illusion der Weisheit; dt. von Verena von Koskull; München: Goldmann 2012. ISBN 978-3-442-47762-3
- La manomissione delle parole, 2010 (Essays)
- Il silenzio dell'onda, 2011 (Roman)
  - In der Brandung; dt. von Viktoria von Schirach; München: Goldmann 2013. ISBN 978-3-442-31226-9
- Cocaina, 2013 (Crime Stories, zusammen mit Massimo Carlotto und Giancarlo De Cataldo)
  - Kokain, dt. von Karin Fleischanderl, Folio Verlag, Wien/Bozen 2013, ISBN 978-3-85256-628-3.
- Il bordo vertiginoso delle cose, 2013. (Roman)
  - Am Abgrund aller Dinge, dt. von Verena von Koskull; München: Goldmann 2015. ISBN 978-3-442-31227-6
- Una mutevole verità, 2014 (Roman, erschienen anlässlich des 200. Jahrestages der Gründung der Polizeitruppe der Carabinieri.[4])
  - Trügerische Gewissheit, dt. von Monika Lustig; Wien/Bozen: Folio 2016. ISBN 978-3-85256-685-6
- L'estate fredda. Einaudi, Turin 2016. ISBN 978-88-06-22774-6.
  - Kalter Sommer. Aus dem Italienischen von Verena von Koskull, Goldmann Verlag, München 2018. ISBN 978-3-442-31228-3.[5]
- Le tre del mattino. Einaudi, Turin 2017.
  - Drei Uhr morgens. Roman, aus dem Italienischen von Verena von Koskull. Folio, Bozen 2019, ISBN 978-3-85256-769-3.
- mit Jacopo Rosatelli: Die Kraft der Worte. Gespräche über Politik und Wahrheit. Dt. von Karin Fleischanderl, Scoventa Verlag, Bad Vilbel 2019, ISBN 978-3-942073-44-8.
- mit Giorgia Carofiglio: L’ora del caffè. Manuale di conversazione per generazioni incompatibili. Einaudi, Turin 2022, ISBN 978-8-80625-321-9.
- Rancore. Einaudi, Turin 2022.
  - Groll. Aus dem Italienischen von Verena von Koskull. Folio, Bozen 2023, ISBN 978-3-85256-886-7.

## Trivia
Im Rahmen von Autorenlesungen in Deutschland arbeitete Carofiglio im Jahr 2006 mit Tatort-Darsteller Jan Josef Liefers zusammen.